# Noppol Pitafai
Noppol Pitafai (Thai: นพพล ปิตะฝ่าย, * 1. Februar 1985 in Roi Et) ist ein ehemaligher thailändischer Fußballspieler und heutiger -trainer.

## Karriere

### Spieler

#### Verein
Noppol Pitafai erlernte das Fußballspielen in der Jugendmannschaft vom BEC-Tero Sasana FC. Hier unterschrieb er am 1. Januar 2005 auch seinen ersten Profivertrag. Der Verein aus der thailändischen Hauptstadt Bangkok spielte in der ersten Liga. Nach drei Jahren wechselte er Anfang 2008 zum Ligakonkurrenten FC Thailand Tobacco Monopoly. Nach nur einer Saison kehrte er im Januar 2009 wieder zum BEC zurück. Nach der Hinrunde 2010 wechselte er zum ebenfalls in der ersten Liga spielenden Bangkok Glass FC. Der Erstligist Chainat FC verpflichtete ihn im Januar 2013. Die Rückrunde 2014 wurde er an den Ligakonkurrenten Bangkok United ausgeliehen. Nach der Ausleihe wurde er von Bangkok United fest unter Vertrag genommen. Die Saison 2017 und 2018 spielte er auf Leihbasis beim Erstligisten Suphanburi FC. Für den Verein aus Suphanburi stand er 42-mal in der ersten Liga auf dem Spielfeld. Nach der Ausleihe kehrte er Bangkok zurück. Ende November 2018 unterschrieb er einen Vertrag beim Erstligaabsteiger Police Tero FC. 2019 wurde er mit Police Vizemeister der zweiten Liga und stieg in die erste Liga auf. Am 1. Juli 2021 wurde sein Vertrag nicht verlängert. Vom 1. Juli 2021 bis Dezember 2021 war er vertrags- und vereinslos. Zur Rückrunde 2021/22 wurde er vom Drittligisten Pattaya Dolphins United unter Vertrag genommen. Am Ende der Saison 2021/22 feierte er mit den Dolphins die Meisterschaft der Eastern Region. In den Aufstiegsspielen zur zweiten Liga konnte man sich nicht durchsetzen. Die Saison 2022/23 stand er bei dem in der Western Region spielenden Chainat United FC unter Vertrag. Nach neun Drittligaspielen für den Klub aus Chainat ging er im August 2023 wieder in die erste Liga. Hier unterschrieb er einen Vertrag beim Ratchaburi FC. Nachdem er hier nicht zum Einsatz gekommen war, beendete er Ende 2023 seine Karriere als Fußballspieler.

#### Nationalmannschaft
Für die Nationalmannschaft Thailands spielte er bisher nur in der U-23. Das erste Turnier, welches er bestritt, waren die Südostasienspiele 2005. Er errang mit der Mannschaft die Goldmedaille und konnte 2007 den Triumph noch einmal feiern. Ebenfalls 2005 und 2007 stand er im Team, welches an der Sommer-Universiade teilnahm. Blieb ihm 2005 noch eine Medaille versagt, holte er 2007 mit der Mannschaft Gold. 2006 nahm er zudem mit der U-23 an den Asienspielen teil.

### Trainer
Noppol Pitafai begann seine Trainerkarriere am 1. Juli 2024 als Co-Trainer beim Zweitligisten Pattaya United FC. Nachdem der Cheftrainer Dennis Amato am 2. März 2025 freigestellt wurde, übernahm er als Interimstrainer den Verein. Am 8. April 2025 übergab er das Traineramt an den Brasilianer Bene Lima.

## Erfolge

### Verein
BEC-Tero Sasana FC
- Thailändischer Pokalfinalist: 2009
- Police Tero FC

Thailändischer Zweitligavizemeister: 2019  ▲
Pattaya Dolphins United
- Thai League 3 – East: 2021/22

### Nationalelf
- Teilnahme an den Asienspielen 2006 (U-23)
- Südostasienspiele: Goldmedaille 2005, 2007
- Sommer-Universiade: Goldmedaille 2007

## Erläuterungen/Einzelnachweise
1. ↑  บอสโชค-ย้ำตนตั้งใจปั้น-โลมา-สู่ทีมท็อป (Wechsel zu Pattaya Dolphins United). In: supersubthailand.com. 15. Dezember 2021, abgerufen am 19. Dezember 2021 (thailändisch).
2. ↑  thaifootball.com: Bericht mit Kader (Memento des Originals vom 18. April 2008 im Internet Archive)  Info: Der Archivlink wurde automatisch eingesetzt und noch nicht geprüft. Bitte prüfe Original- und Archivlink gemäß Anleitung und entferne dann diesen Hinweis.

| Personendaten    | Personendaten                 |
| ---------------- | ----------------------------- |
| NAME             | Noppol Pitafai                |
| ALTERNATIVNAMEN  | นพพล ปิตะฝ่าย (thailändisch)    |
| KURZBESCHREIBUNG | thailändischer Fußballspieler |
| GEBURTSDATUM     | 1. Februar 1985               |
| GEBURTSORT       | Roi Et, Thailand              |